# Benny's Video
Benny's Video is een Oostenrijks-Zwitserse thriller uit 1992 onder regie van Michael Haneke.

## Verhaal
De 15-jarige Benny kijkt veel naar videofilms met opnameapparatuur. Hij heeft zijn geïsoleerde kamer volgestouwd met beeldschermen. Hij verliest op die manier de grip op de werkelijkheid en hij begaat daden waar hij amper zelf nog controle over heeft. 

## Rolverdeling
| Acteur           | Personage |
| ---------------- | --------- |
| Arno Frisch      | Benny     |
| Angela Winkler   | Moeder    |
| Ulrich Mühe      | Vader     |
| Ingrid Stassner  | Meisje    |
| Stephanie Brehme | Evi       |
| Stefan Polasek   | Ricci     |
| Christian Pundy  |           |
| Max Berner       |           |
| Hanspeter Müller |           |
| Shelley Kästner  |           |